# إيان برانفوت
إيان جرانت برانفوت Ian Grant Branfoot ولد في منطقة جيتسهيد، 26 يناير 1947  لاعب كرة قدم إنجليزي سابق ومدير. لَعِبَ كمدافع،وبعد أن بدأ في جيتسهيد انضم إلى نادي شيفيلد وينزداي، ظهر لأول مرة في دوري كرة القدم عام 1965.
بعد 42 مباراة مع النادي، غادر في 1969-1970 لينضم إلى دونكاستر روفرز. شارك في أكثر من 150 مباراة في الدوري مع روفرز، وبعد انتقاله إلى لينكولن سيتي في 1973-1974، شارك في أكثر من 150 مباراة في الدوري.
كان برانفوت مدير نادي ريدينغ من 31 يناير 1984 إلى 23 أكتوبر 1989 ، فهو يجب أن يُصنف كواحد من أنجح مديري ريدينغ، حيث قاد ريدينج إلى الترقية من القسم 4 إلى القسم 3 في عام 1984 بناءً على العمل الجيد الذي قام به موريس إيفانز، ثم الترقية من القسم 3 إلى القسم 2 كأبطال في عام 1986.تضمن هذا الإنجاز الأخير بداية محطمة للأرقام القياسية للموسم من 13 فوزًا متتاليًا. حافظ النادي على المركز الثالث عشر في الموسم التالي لكنه هبط في عام 1988. ومع ذلك، في نفس الموسم الذي فاز فيه بكأس الأعضاء الكاملة بفوزه على لوتون تاون 4-1 في ويمبلي.
أصبح مديرًا لساوثامبتون في يونيو 1991، وظل في هذا المنصب حتى يناير 1994. ثم تولى تدريب فولهام بين عامي 1994 و 1996.في وقت لاحق، عمل برانفوت في سندرلاند كمدير للأكاديمية وفي ليدز يونايتد كمستكشف. كما عمل كمدرب في كلية وينشستر. 